# Grzegorz Gazda
Grzegorz Józef Gazda (ur. 13 października 1943 w Srocku, zm. 28 sierpnia 2020 w Wejherowie) – polski historyk i teoretyk literatury, komparatysta, profesor nauk humanistycznych. Autor książek i artykułów poświęconych porównawczym badaniom literatur europejskich XX wieku, zwłaszcza jej nurtów awangardowych oraz polskiej literaturze międzywojennej i gatunkom literackim.

## Wykształcenie
Absolwent VI Liceum Ogólnokształcącego im J. Lelewela w Łodzi. W 1966 ukończył studia na Wydziale Filologicznym Uniwersytetu Łódzkiego w zakresie filologii polskiej ze specjalnością filmoznawczą i uzyskał magisterium na podstawie rozprawy o polskim filmie poetyckim, pod kierunkiem Bolesława W. Lewickiego. W latach 1967–1969 był doktorantem w Studium Doktoranckim Instytutu Badań Literackich PAN. W 1972 uzyskał stopień doktora nauk humanistycznych na podstawie rozprawy Futuryzm w Polsce na tle ówczesnych prądów literackich napisanej pod kierunkiem Stefanii Skwarczyńskiej (recenzenci: Teresa Cieślikowska, Artur Hutnikiewicz i Michał Głowiński). W 1986 uzyskał stopień doktora habilitowanego i etat docenta w Uniwersytecie Łódzkim na podstawie rozprawy Awangarda – nowoczesność i tradycja. Z teorii i historii europejskich kierunków literackich pierwszych dziesięcioleci XX wieku (recenzenci: Stefania Skwarczyńska, Janusz Sławiński, Alina Kowalczykowa i Stanisław Jaworski). W 2002 uzyskał tytuł naukowy profesora nauk humanistycznych.

## Biografia akademicka
Etatowy pracownik Uniwersytetu Łódzkiego od 1969; jako starszy asystent, adiunkt, docent, profesor nadzwyczajny i profesor zwyczajny. W latach 1987–1991 kierował Zakładem Wiedzy o Filmie i pełnił funkcję prodziekana Wydziału Filologicznego. Od 1993 kierował najpierw Zakładem Teorii Literatury, następnie Katedrą Teorii Literatury, Teatru i Filmu o po jej przekształceniu w 2002 w Instytut Kultury Współczesnej pełnił (do 2012) funkcję jego dyrektora kierując jednocześnie (do 2014) Katedrą Teorii Literatury i Pracownią Języka i Kultury Żydowskiej (2005–2014). W latach 1974–1976 pracował jako lektor i wykładowca języka i literatury polskiej we Francji (Université de Caen). Był członkiem Senatu Uniwersytetu Łódzkiego (2002–2012). Wypromował ponad 330 prac magisterskich i 17 doktoratów. Był promotorem doktoratów honoris causa dla Janusza Sławińskiego i Amosa Oza. Od 2003 był członkiem Rady Naukowej Instytutu Badań Literackich PAN, członkiem Komitetu Nauk o Literaturze PAN i Komitetu Nauk o Kulturze PAN. W latach 2007–2010 był członkiem Centralnej Komisji do Spraw Stopni i Tytułów. Laureat wielu nagród naukowych oraz odznaczeń uniwersyteckich i państwowych.
W latach 1997–2012 był redaktorem uniwersyteckiej serii Acta Universitatis Lodziensis. Folia Scientiae Artium i Litterarum. Od 1983 członek redakcji, a od 1997 do 2010 redaktor naczelny czasopisma Zagadnienia Rodzajów Literackich/Les Problèmes des genres littéraires. Był członkiem Rady Redakcyjnej także  czeskich czasopism Slavica Litteraria i Nowaja Rusistika. Był autorem i współredaktorem ponad 20 książek oraz ponad stu rozpraw i studiów (w tym drukowanych zagranicą).

## Działalność w organizacjach naukowych
W latach 1970–1995 pełnił funkcję sekretarza Komisji Poetyki i Stylistyki przy Międzynarodowym Komitecie Slawistów, był członkiem Komisji Badań Porównawczych Literatur Słowiańskich przy Międzynarodowym Komitecie Slawistów. Od 1987 był członkiem Łódzkiego Towarzystwa Naukowego, Polskiego Towarzystwa Kulturoznawczego, członkiem Komisji Kultury i Sztuki przy łódzkim oddziale Polskiej Akademii Nauk.

## Życie prywatne
Syn Józefa i Genowefy. Pochowany został  w Łodzi na cmentarzu pw. św. Rocha na Radogoszczu, przy ul. Zgierskiej 145.
Jego synem jest reżyser Michał Gazda (ur. 1972).

## Główne publikacje
- Futuryzm w Polsce (seria IBL PAN: Z Dziejów Form Artystycznych w Literaturze Polskiej). Wrocław: Ossolineum, 1972, s. 138.
- Awangarda – nowoczesność i tradycja. W kręgu europejskich kierunków literackich pierwszych dziesięcioleci XX wieku. Łódź: Wydawnictwo Łódzkie, 1987, s. 290.
- Słownik europejskich kierunków i grup literackich XX wieku. Warszawa: Wydawnictwo Naukowe PWN, 2000, s. 767.
- Słownik europejskich kierunków i grup literackich XX wieku, wyd. II zmienione. Warszawa: Wydawnictwo Naukowe PWN, 2009, s. 850.
- Dwudziestolecie międzywojenne. Słownik literatury polskiej. Gdańsk: Słowo/obraz terytoria, 2008, s. 270.
- Słownik rodzajów i gatunków literackich (red.). Kraków: Universitas, 2006, s. 813.
- Słownik rodzajów i gatunków literackich, wydanie nowe (red.). Warszawa: Wydawnictwo Naukowe PWN, 2012, s. 1253.